# نویندورف بای شلایتس
نویندورف بای شلایتس (به آلمانی: Neundorf) یک شهر در آلمان است که در زاله-ارلا واقع شده‌است. نویندورف بای شلایتس ۳۰۷ نفر جمعیت دارد.